# Christian Schulte (Hockeyspieler)

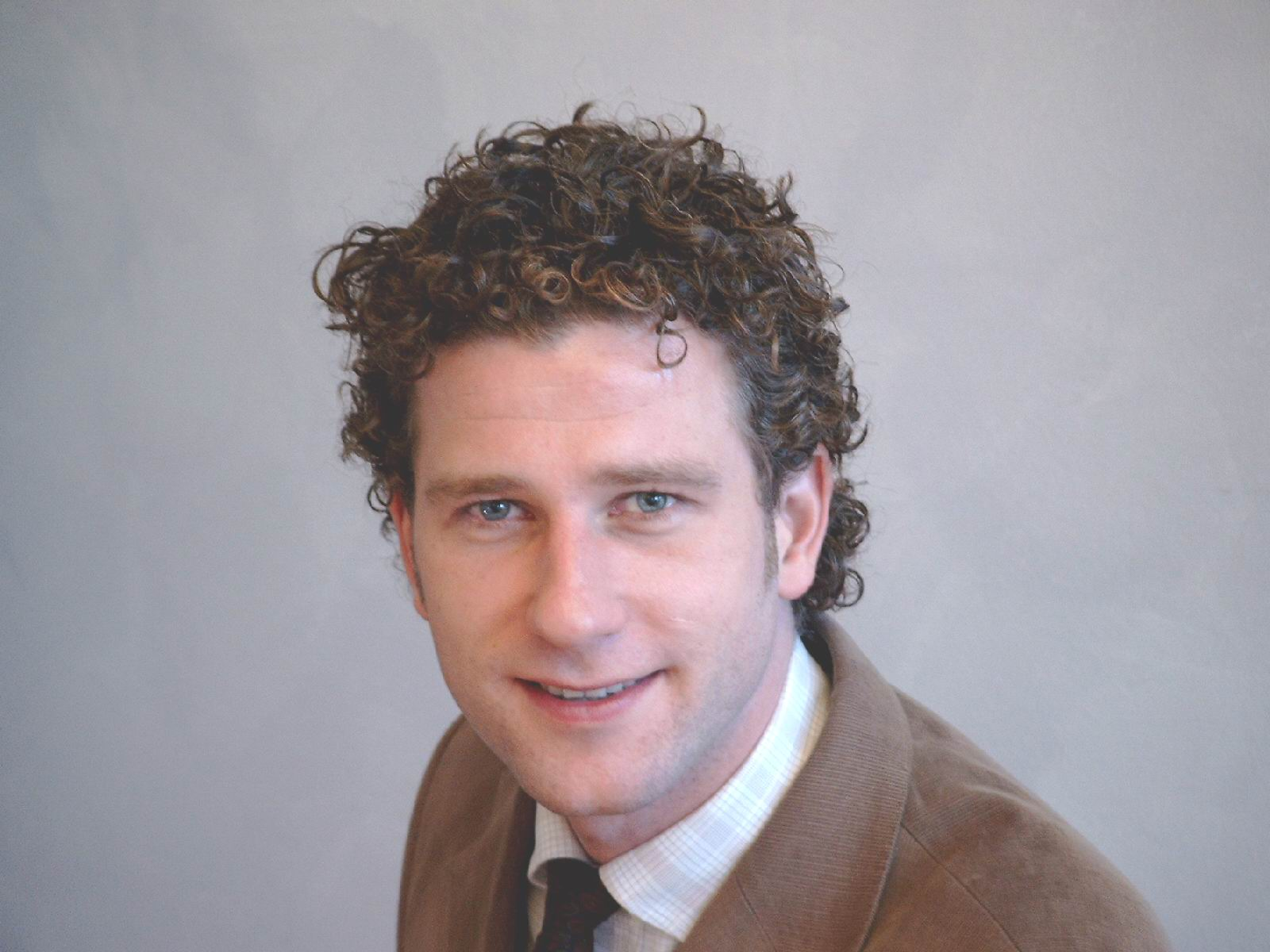
Christian Schulte

Christian Schulte (* 17. August 1975 in Neuss) ist ein deutscher Hockeytorwart. Er war von 1996 bis 2009 Mitglied des A-Kaders der Nationalmannschaft. In dieser Zeit absolvierte er mehr als 120 Länderspiele.

## Leben
Mit der deutschen Hockeynationalmannschaft wurde er Welt- und Europameister in Halle und Feld. 2004 gewann er die Bronzemedaille bei den Olympischen Spielen in Athen. 2006 erreichte er mit der Nationalmannschaft den 2. Platz bei der Champions Trophy und wurde in Mönchengladbach Weltmeister. Die Titelverteidigung war zuvor noch keiner Nation gelungen. Ebenfalls 2006 wurde er Deutscher Feldhockey-Meister mit dem Crefelder HTC. Bei dieser Meisterschaft wurde er zum 2. Mal nach 2003 zum „Besten Torhüter“ der Feldhockey Endrunde gewählt. Am 11. Februar 2007 fügte er mit dem Crefelder HTC, dessen Ehrenmitglied er ist, seiner Erfolgsbilanz den Titel des Deutschen Hallenmeisters 2007 hinzu. Im Finale gelang ein historischer Erfolg: Als bisher einziger Torwart bei einer Deutschen Hallenmeisterschaft blieb er ohne Gegentreffer.
Im Mai 2007 holte er sich die Krone des europäischen Hockey-Vereinssports. Mit dem Crefelder HTC gelang im Finale des Europapokals der Landesmeister ein 1:0 gegen den Spanischen Meister ONO Atlètic Terrassa. Dieses Ergebnis sicherte Christian Schulte der deutschen Hockeynationalmannschaft auch im Finale der Champions Trophy 2007 in Kuala Lumpur. Deutschland ist damit Rekordsieger des prestigeträchtigen Wettbewerbs (9 Siege). Einen weiteren in Deutschland einzigartigen Erfolg sicherte sich Christian Schulte mit dem Crefelder HTC im Februar 2008, als der CHTC den Europapokal der Landesmeister in der Halle gewann und damit nach Athletic Terrassa als 2. europäisches Team das Doppel-Double in einem Meisterschaftszyklus schaffte.
Im März 2008 gewann die deutsche Nationalmannschaft mit Christian Schulte das Qualifikationsturnier für die Olympischen Spiele in Peking, wobei die eingesetzten Torhüter Ulrich Bubolz und Christian Schulte in sechs Spielen ohne Gegentor blieben.
Bei den Olympischen Spielen in Peking 2008 war Christian Schulte als P-akkreditierter Ersatzspieler der deutschen Herrenhockeynationalmannschaft gemeldet und damit erneut Teil der Olympiamannschaft Deutschlands. Er wurde in keinem Spiel eingesetzt, aber nahm an allen Maßnahmen der Mannschaft vor und während der Olympischen Spiele in Peking teil. Bundespräsident Köhler zeichnete ihn im selben Jahr mit dem Silbernen Lorbeerblatt aus. Aufgrund seiner vorbildlichen Leistungsbereitschaft, Fairness und Teamfähigkeit, wurde er vom Innenminister Nordrhein-Westfalens, Dr. Ingo Wolf MdL., mit dem Förderpreis der Sportstiftung NRW 2009 ausgezeichnet.

## Stationen als Spieler
- SC Grimlinghausen (1980–1986)
- HTC SW Neuss (1986–1992)
- Crefelder HTC (1992–2003)
- FC Barcelona (2003–2004)
- Crefelder HTC (2004–2012)
- Düsseldorfer HC (Hallensaison 2011–2012)
- Crefelder HTC (Hallensaison 2015–2016)

## Nationalmannschaftserfolge als Spieler
- 1997: 1. Platz 8. Herren-Halleneuropameisterschaft Lievin
- 1999: 1. Platz 9. Halleneuropameisterschaft Slagelse
- 2002: 1. Platz 10. Herren-Weltmeisterschaft Kuala Lumpur
- 2002: 2. Platz 24. Champions Trophy Herren Köln
- 2002: 1. Platz 11. Halleneuropameisterschaft Santander
- 2003: 1. Platz 9. Herren-Europameisterschaft Barcelona
- 2003: 1. Platz 1. Hallenweltmeisterschaft Leipzig
- 2004: 3. Platz Olympische Spiele Athen
- 2005: 3. Platz 10. Herren-Europameisterschaft Leipzig
- 2006: 2. Platz 28. Champions Trophy Herren Terrassa
- 2006: 1. Platz 11. Herren-Weltmeisterschaft Mönchengladbach
- 2007: 4. Platz 11. Herren-Europameisterschaft Manchester
- 2007: 1. Platz 29. Champions Trophy Herren Kuala Lumpur
- 2008: 1. Platz Qualifikationsturnier zu den Olympischen Spielen in Peking
- 2008: 1. Platz Olympische Spiele in Peking (P-Akkreditiertes Mitglied der Olympiamannschaft)
- 2008: 1. Platz Hamburg Masters

## Ehrungen
- 2004: Ehrenmitglied des CHTC
- 2007: Deutschlands Hockeysportler des Jahres
- 2008: Deutschlands Mannschaft des Jahres
- 2009: Förderpreis der Sportstiftung NRW für vorbildliche Leistungsbereitschaft, Fairness und Teamfähigkeit